# Stosunki Międzynarodowe (miesięcznik)
Stosunki Międzynarodowe – czasopismo w formie miesięcznika ukazujące się od połowy 1999. Pismo podejmuje kwestie spraw zagranicznych, stosunków międzynarodowych, polityki zagranicznej i dyplomacji. Założycielem pisma jest Michał Sikorski.
Deklarowany nakład to 6 tysięcy egzemplarzy, numer liczy ok. 64 kolorowych stron.
Wydawcą pisma jest Instytut Badań nad Stosunkami Międzynarodowymi.
Teksty publikowane w czasopiśmie charakteryzuje styl zbliżony do naukowego, ale jednocześnie zrozumiały dla każdego czytelnika.

## Stałe rubryki
- Bezpieczeństwo i obronność
- Gospodarka
- Unia Europejska
- Dyplomacja
- Kultura
- Organizacje międzynarodowe i pozarządowe
- Prawo
- Historia
- Oraz działy regionalne (Europa, Bliski Wschód, Ameryka Płn., Ameryka Łacińska, Afryka, Azja, Rosja i WNP, Australia i Oceania

## Autorzy
Stosunki Międzynarodowe opierają się na ekspertach zarówno polskich jak i zagranicznych. Na łamach magazynu publikują cywile, wojskowi, studenci, doktoranci i kadra naukowa, eksperci ośrodków badawczych, politycy. Do wybranych autorów (w 2010 roku) zaliczyć można:
- Prof. Janusz Symonides (prawo międzynarodowe - Uniwersytet Warszawski)
- Dr hab. Ryszard Machnikowski (bezpieczeństwo - Uniwersytet Łódzki)
- Dr Olga Nadskakuła (Rosja - Uniwersytet Łódzki)
- Gen. Franciszek Gągor